# Garrettia (slak)
Garrettia is een geslacht van weekdieren uit de klasse van de Gastropoda (slakken).

## Soorten
- Garrettia parva (Pease, 1865)
- Garrettia rotella (Pease, 1868)